# Otto Juch
Otto Juch (* 25. Februar 1876 in Kirchbichl; † 19. Februar 1964 in Wien) war ein österreichischer Finanzfachmann und Politiker der ersten Republik.

## Leben
Nach dem Studium der Rechtswissenschaft in Innsbruck begann Juch seine Laufbahn bei der dortigen Finanzprokuratur und wurde am 6. Dezember 1909 in das Finanzministerium einberufen. 1923 wurde er zum Leiter der für die Einführung der Waren-Umsatzsteuer zuständigen Abteilung ernannt, 1928 wechselte er als Gruppenleiter in die Budget- und Kreditsektion.
Am 16. Oktober 1929 berief ihn Bundeskanzler Johann Schober als Finanzminister in seine Regierung. Seine erste große Aufgabe war die Mitwirkung an der Fusion der vor der Zahlungsunfähigkeit stehenden Boden-Credit-Anstalt mit der Creditanstalt. Unter Bundeskanzler Otto Ender brachte er die 7. Abgabenteilungsnovelle durch den Nationalrat, welche das Land Wien etwa ein Fünftel seiner Steuereinnahmen kostete. Am 12. Mai 1931 brach die Creditanstalt zusammen. Der Finanzminister wurde ermächtigt, 100 Millionen Schilling für die Sanierung der Bank zu verwenden. Dies war jedoch nur mit ausländischer Hilfe möglich. Juch trat mit seinem Bundeskanzler zurück, als es ihm nicht gelang, eine fünfprozentige Kürzung der Beamtengehälter durch den Nationalrat zu bringen. Bis zu seiner am 31. August 1936 erfolgten Pensionierung war er Leiter der Kreditsektion im Finanzministerium. In diese Zeit fällt auch die Fertigstellung des von ihm mitgetragenen Baus der Großglockner-Hochalpenstraße.
Juch blieb auch noch nach seinem Rücktritt, bis zu seinem Tod, ein maßgeblicher Mann der Wirtschaft mit Aufsichtsratssitzen in fünf großen Gesellschaften. Sein Sohn Hermann Juch war Sänger und Operndirektor.